# Religia na Cyprze
Religia na Cyprze. Chrześcijanie stanowią 78% ludności cypryjskiej. Większość Greków cypryjskich, a więc większość ludności Cypru, jest członkami Autokefalicznego Kościoła Prawosławnego Cypru (cypryjski Kościół prawosławny), podczas gdy większość Turków cypryjskich to muzułmanie. Według danych Eurobarometru 2005, Cypr jest jednym z najbardziej religijnych krajów w Europie, wraz z Turcją, Maltą, Rumunią, Grecją i Polską. Oprócz prawosławnych i muzułmańskich wyznań, są też małe grupy bahaistów, judaistów, protestantów, katolików i Świadków Jehowy (2,7 tys.).